# Aloe laxiflora
Aloe laxiflora é uma espécie de liliopsida do gênero Aloe, pertencente à família Asphodelaceae.